# Niño Fidencio, el taumaturgo de Espinazo
Niño Fidencio, el taumaturgo de Espinazo es un cortometraje documental dirigido por Nicolás Echevarría. Fue filmado en Espinazo, Nuevo León, en octubre de 1980 y marzo de 1981, en las fechas que conmemoran su muerte y su onomástico.

## Sinopsis
A principios del siglo, los prodigiosos poderes curativos del Niño Fidencio, animaron a enfermos de toda la República Mexicana y del Sur de Estados Unidos a congregarse en la Hacienda El Espinazo en el estado de Nuevo León, México, para ser atendidos por Fidencio de Jesús Síntora Constantino (1898-1938) dos veces al año, el 19 de marzo y el 19 de octubre. En estas fechas conmemorativas del nacimiento y muerte del Niño Fidencio, acuden al lugar miles de fidencistas agradecidos que celebran ritos ceremoniales en memoria del taumaturgo. El documental es un testimonio del culto que hasta la fecha continua en ese lugar, con las peregrinaciones populares y los ritos fidencistas.

## Temas
La narración en directo evoca, entre otras cosas, la escena en que el taumaturgo de Espinazo curó al mismísimo jefe máximo de la Revolución, General Plutarco Elías Calles.
La riqueza del documental se encuentra en la manera narrativa del mismo. De tal manera que el espectador saca sus propias conclusiones, mientras la cámara (filmado en 35 mm) registra la celebración que el pueblo de Espinazo, Coahuila, rinde al niño Fidencio.
Lo primero que llama la atención es la llegada del tren de los Ferrocarriles Nacionales de México, hoy desaparecido, donde cientos de personas se dan cita venidos de distintos puntos no solo de México sino del extranjero que regresan a celebrar a su santo.
Las sesiones a la que sus seguidores se ofrecen son verdaderos rituales colectivos dirigidos por sacerdotes del culto a Fidencio. Según esta creencia, Fidencio se reencarna cada año en sus sacerdotes para curar. Esta práctica se realiza cada 19 de marzo, día de su nacimiento (1898) que curiosamente también fue de su muerte (1938).
Operaba tumores con vidrios y sin anestesia, curaba a los sordomudos con una técnica poco científica que era columpiarlos para hacerlos hablar, arrojaba los regalos que le obsequiaban, afirmando que con el solo hecho de ser tocados por él, quien los tocara se sanaría o pasándolo por encima de sus seguidores para que lo tocaran ya que no daba abasto con tantos que atendía, pues tocarlo aunque sea con un dedo, era señal de una curación inminente.
Este documental no podía estar completo sin la ayuda de Luis "El Güero" pregonero en este documental que de vez en cuando habla sobre el origen e historia de tan singular personaje para introducirnos nuevamente por el viaje al que Nicolás Echevarría nos lleva a través del lente.
Imágenes originales del niño Fidencio haciendo sus prácticas curativas, conviviendo con los pobladores, la efervescencia de tener a su santo entre ellos, quedaron plasmados para siempre en el cine que gracias a la Cineteca Nacional integra al documental.

## Premios
| Año  | Premio                                              | Categoría                                                                             | Resultado |
| ---- | --------------------------------------------------- | ------------------------------------------------------------------------------------- | --------- |
| 1981 | Ariel                                               | Mejor Cortometraje Documental                                                         | Nominada  |
| 1996 | VIII Reseña Internacional de Documental Etnográfico | Primer premio para un trabajo producido en cine, celebrado en Nuoro, Sardinia, Italia | Ganadora  |